# Otocelis erinae
Otocelis erinae är en plattmaskart som beskrevs av Hooge och Rocha 2006. Otocelis erinae ingår i släktet Otocelis och familjen Isodiametridae. Inga underarter finns listade i Catalogue of Life.